# Alberto Álvarez Peña
Alberto Álvarez Peña (Gijón, 1966) es un escritor, etnógrafo, dibujante e ilustrador de obras asturiano. Este escritor se centra principalmente en libros sobre mitología asturiana.
Es cofundador del cómic El Llapiceru y uno de los creadores del Salón del Comic de Gijón.
Miembro del Conceyu d'Estudios Etnográficos Belenos.
Dentro de su trabajo como ilustrador este dibujante abarca todo tipo de obras.
Normalmente colabora con editoriales como Picu Urriellu o Trabe.

## Obras
Entre sus obras podemos destacar: 

### Escritor
- Lliendes de Piloña (1996)
- Asturies Máxica: Un viaxe ilustráu pela mitoloxía asturiana
- Mitología Asturiana
- Xana
- Cuélebre
- La brujería en Asturies
- Animales míticos D´Asturies
- Nuberu
- Cuélebres, culobras, culiebres y culiebrones, la culiebra na mitoloxia asturiana
- Celtas en Asturias
- Motivos tradicionales asturianos
- Mitos y leyendas asturianos
- Simbología mágico tradicional
- Mitología gallega (Editorial Picu Urriellu) (2004)
- Guide de la Mythologie Asturienne (Editorial Picu Urriellu, 2013)

### Ilustrador
- Libro de la gaita (autor: Manolo Quirós)
- Fontenebrosa (autor:Vicente García Oliva)
- Camientos, coses, curuxes d’Helena Trejo y Ello yera una vez... (autor: Fernando de la Puente)
- Junta de Mitos (autor: Rafael Cascudo Noceda; coleición Escolín, ALLA. 2003)
- Junta de Mitos (autor: Rafael Cascudo Noceda; coleición Escolín, ALLA. 2003)
- Navarro (autor: César Alonso Guzmán; , KRK. 2001)

## Premios
- Premio Fierro Botas 2011